# بيير لاتور
بيير لاتور (بالفرنسية: Pierre Latour)‏ (و. 1993  م) هو راكب دراجة هوائية فرنسي، شارك في سباق طواف فرنسا 2017، وطواف إسبانيا 2016، وطواف فرنسا 2018.

## سجل الفوز

### سباقات أو مراحل فاز بها
| التاريخ        | السباق                                           | المركز                                                                                           |
| -------------- | ------------------------------------------------ | ------------------------------------------------------------------------------------------------ |
| 15 سبتمبر 2013 | طواف دوبس 2013                                   | الخامس في التصنيف العام                                                                          |
| 01 يناير 2014  | Tour du Jura 2014                                |                                                                                                  |
| 16 أغسطس 2014  | طواف أين 2014                                    | الثاني في تصنيف أفضل شاب، التاسع في التصنيف العام                                                |
| 30 أغسطس 2014  | تور دي أفينير 2014                               | السادس في التصنيف العام، السادس في تصنيف الجبال                                                  |
| 21 يونيو 2015  | روتي دو سود 2015                                 |                                                                                                  |
| 15 أغسطس 2015  | طواف أين 2015                                    | الأول في تصنيف أفضل شاب، الثالث في التصنيف العام، الثالث في تصنيف النقاط، الرابع في تصنيف الجبال |
| 01 يناير 2016  | طواف لايغويليا 2016                              | الثاني في التصنيف العام                                                                          |
| 07 فبراير 2016 | نجم بسجس 2016                                    |                                                                                                  |
| 14 فبراير 2016 | تروفيو لايقويليا 2016                            | العاشر في التصنيف العام                                                                          |
| 09 أبريل 2016  | طواف إقليم الباسك 2016                           | المرتبة 14 في التصنيف العام                                                                      |
| 01 مايو 2016   | طواف روماندي 2016                                | الأول في تصنيف أفضل شاب                                                                          |
| 30 أبريل 2017  | طواف روماندي 2017                                | الأول في تصنيف أفضل شاب                                                                          |
| 22 يونيو 2017  | بطولة فرنسا لسباق الدراجات ضد الزمن 2017         | الفائز في التصنيف العام                                                                          |
| 25 مارس 2018   | فولتا كاتالونيا 2018                             | الأول في تصنيف أفضل شاب، الثالث في التصنيف العام                                                 |
| 10 يونيو 2018  | سباق دوفين للدراجات 2018                         | الأول في تصنيف أفضل شاب، السابع في التصنيف العام                                                 |
| 29 يوليو 2018  | سباق طواف فرنسا 2018                             | الأول في تصنيف أفضل شاب، المرتبة 13 في التصنيف العام                                             |
| 26 أغسطس 2022  | تور دو بويتو-شارنتيس 2021                        |                                                                                                  |
| 22 يونيو 2023  | سباق الزمن على الطريق للرجال في بطولة فرنسا 2023 |                                                                                                  |
| 25 فبراير 2024 | طواف رواندا 2024                                 |                                                                                                  |

## روابط خارجية
- بيير لاتور على موقع الاتحاد الدولي للدراجات (الإنجليزية)
- بيير لاتور على موقع أرشيف الدراجات (الإنجليزية)
- بيير لاتور على موقع إحصائيات الدراجات الإحترافية (الإنجليزية)
- بيير لاتور على موقع نسبة الدراجات (الإنجليزية)
- بيير لاتور على موقع CycleBase (الإنجليزية)